# Сауранський район
Саура́нський район (каз. Сауран ауданы, рос. Сауранский район) — адміністративна одиниця у складі Туркестанської області Казахстану. Адміністративний центр — село Чернак.

## Населення
Населення — 97011 осіб (2021; 84829 у 2009, 70483 у 1999, 55423 у 1989).

## Історія
Туркестанський район був утворений 17 січня 1928 року у складі Сир-Дар'їнського округу Казакської АСРР на території колишніх Іканської, Карнацької, Чагатаєвської та Чиліцької волостей Туркестанського повіту Сирдар'їнської губернії. 1930 року у зв'язку з ліквідацією округів перейшов у пряме республіканське підпорядкування.
10 березня 1932 року район увійшов до складу Південноказахстанської області. Станом на 1951 рік до складу району входили місто Туркестан, 4 смт (Ачисай, Борисовка, Кантагі, Міргалімсай) та 8 сільрад (Атабайська, Жуйнецька, Куш-Атинська, Ново-Іканська, Старо-Іканська, Урангайська, Уюцька та Чагинська). 27 квітня 1956 року до складу району увійшов ліквідований Фрунзенський район. 28 травня 1968 року місто Туркестан отримало статус обласного та було виведене зі складу району, однак залишалось бути його центром.
1997 року район був ліквідований та переданий до складу Туркестанської міської адміністрації, 2018 року — передано до складу Кентауської міської адміністрації. 2021 року район був відновлений як Сауранський. 2023 року до складу Кентауської міської адміністрації було передано територію району площею 755,52 км².

## Склад
До складу району входять 12 сільських округів:
| Поселення                        | Площа, км² | Населення, осіб (1989) | Населення, осіб (1999) | Населення, осіб (2009) | Населення, осіб (2021) | К-ть нп |
| -------------------------------- | ---------- | ---------------------- | ---------------------- | ---------------------- | ---------------------- | ------- |
| Бабайкурганський сільський округ | 1117,07    | 4800                   | 5892                   | 6467                   | 5226                   | 4       |
| Жибек-Жолинський сільський округ | 407,60     | 1545                   | 2047                   | 2205                   | 2144                   | 2       |
| Жуйнецький сільський округ       | 490,07     | 5525                   | 6954                   | 8646                   | 10387                  | 3       |
| Іаський сільський округ          | 658,96     | 1503                   | 1931                   | 2448                   | 2677                   | 2       |
| Карашицький сільський округ      | 377,33     | 5496                   | 6629                   | 8267                   | 9824                   | 2       |
| Майдантальський сільський округ  | 657,51     | 2889                   | 3541                   | 3285                   | 2943                   | 3       |
| Новоіканський сільський округ    | 805,14     | 4005                   | 5220                   | 6253                   | 7556                   | 2       |
| Староіканський сільський округ   | 397,29     | 8239                   | 11277                  | 14294                  | 20885                  | 2       |
| Урангайський сільський округ     | 475,79     | 4412                   | 5552                   | 6929                   | 7965                   | 3       |
| Ушкаїцький сільський округ       | 428,59     | 4265                   | 5222                   | 5447                   | 5468                   | 4       |
| Чагинський сільський округ       | 634,91     | 5591                   | 6723                   | 8856                   | 9783                   | 4       |
| Чернацький сільський округ       | 714,89     | 7153                   | 9495                   | 11102                  | 12153                  | 3       |

## Найбільші населені пункти
Населені пункти з чисельністю населення понад 2000 осіб:
| №  | Населений пункт   | Населення, осіб (1989) | Населення, осіб (1999) | Населення, осіб (2009) | Населення, осіб (2021) |
| -- | ----------------- | ---------------------- | ---------------------- | ---------------------- | ---------------------- |
| 1  | Староікан         | 8239                   | 11277                  | 14294                  | 20885                  |
| 2  | Карашик           | 4502                   | 5151                   | 6880                   | 8132                   |
| 3  | Ібата             | 3520                   | 4868                   | 6043                   | 7435                   |
| 4  | 30 літ Казахстану | 4170                   | 4949                   | 6334                   | 6904                   |
| 5  | Жуйнек            | 2339                   | 3640                   | 5242                   | 6332                   |
| 6  | Урангай           | 2745                   | 3429                   | 4549                   | 5214                   |
| 7  | Космезгіл         | 3134                   | 3698                   | 4569                   | 5080                   |
| 8  | Чернак            | 1870                   | 2855                   | 2986                   | 3684                   |
| 9  | Аша               | 1642                   | 2777                   | 3481                   | 3330                   |
| 10 | Теке              | 2185                   | 2576                   | 2949                   | 3090                   |
| 11 | Бабайкурган       | 2258                   | 2894                   | 3396                   | 2689                   |
| 12 | Чипан             | 1906                   | 1907                   | 1990                   | 2455                   |
| 13 | Єнбекшидіхан      | 1091                   | 1534                   | 1859                   | 2401                   |
| 14 | Интали            | 2294                   | 2644                   | 2435                   | 2259                   |